# Pierwomajskij (rejon szczokiński)
Pierwomajskij (ros. Первомайский) – osiedle typu miejskiego w Rosji, w obwodzie tulskim, w rejonie szczokińskim. W 2010 liczyło 10 058 mieszkańców.